# اختراع الرجل الحديدي
اختراع الرجل الحديدي: إمكانية وجود آلة بشرية (بالإنجليزية: Inventing Iron Man)‏هو كتاب علمي شعبي نشره في عام 2011 أستاذ علم الأعصاب، وخبير فنون الدفاع عن النفس، وقارئ القصص المصورة لفترة طويلة إي. بول زهر . من خلال النظر إلى التكنولوجيا الحالية، بالإضافة إلى كيفية تكيف جسم الإنسان والجهاز العصبي البشري، يطبق زهر المبادئ العلمية والإبداع لاستكشاف إمكانية تحويل الرجل الحديدي إلى حقيقة.

## الملخص
في الكتاب، يقوم زهر بتفكيك الرجل الحديدي جسديا، وتحليل كيفية استخدام التكنولوجيا الحديثة لإنشاء درع مماثل للدرع الذي صنعه توني ستارك. يقدم الكتاب مقارنة مباشرة ومتوازية بين الخيال العلمي في الكتب المصورة والعلوم الحديثة. يقول زهر إنه في حين أن العلم قد يقترب من نقطة يمكن فيها صنع بدلة مثل بدلة الرجل الحديدي، فمن المهم أن نأخذ في الاعتبار حدود وقدرات جسم الإنسان نفسه. يتناول الكتاب دراسة علمية للواجهة بين الدماغ والآلة، ويجمع بين المفاهيم في علم الأعصاب والمرونة العصبية.

## روابط خارجية
- صفحة اختراع الرجل الحديدي